# Toolamba
Toolamba – miasto w Australii, w stanie Wiktoria.